# قائمیه (عشق‌آباد)
قائمیه یا شاه‌آباد، روستایی در دهستان دستگردان بخش مرکزی شهرستان عشق‌آباد در استان خراسان جنوبی ایران است.

## پیشینه
این روستا از قدیم نام‌های متفاوتی داشته است که از آنجمله یعقوبیه، معطل آباد و شاه آباد می‌باشد. شغل مردم روستا اغلب کشاورزی و دامداری است و همچنین مشاغل کارمندی نیز در بین اهالی به چشم می‌خورد. آب کشاورزی این روستا از طریق قنات فراهم شده که هر ساله مبلغ مورد توجهی از طرف مالکین روستا جهت احیا این قنات صرف لای روبی و پیشکار (احداث چاه جدید) می‌شود. این روستا دارای یک قلعه قدیمیست که البته قدمت آن زیاد نمی‌باشد(۲۰۰سال).

## جمعیت
بر پایه سرشماری عمومی نفوس و مسکن در سال ۱۳۹۵، جمعیت این روستا برابر با ۲۱۵ نفر (۷۶ خانوار) بوده است.